# پوئبلو بییو
پوئبلو بییو (به اسپانیایی: Pueblo Bello) یک منطقهٔ مسکونی در کلمبیا است که در شهرستان سزار واقع شده‌است. پوئبلو بییو ۱۱٫۲۳۰ نفر جمعیت دارد.